# Dimitri Buchowetzki
Dimitri Buchowetzki, né en 1885 dans l'Empire russe et mort en 1932 à Los Angeles, est un réalisateur, un scénariste et un acteur d'origine russe. Il travailla notamment en Allemagne et aux États-Unis.

## Biographie
Dimitri Buchowetzki se réfugia en Allemagne après la Révolution d'Octobre, où son travail fut reconnu. Il partit ensuite aux États-Unis avec Pola Negri où il n'obtint pas le même succès et fut cantonné à la réalisation de versions multiples.

## Filmographie partielle
- 1919 : Anita Jo
- 1920 : Les Frères Karamazov (Die Brüder Karamasoff) coréalisé avec  Carl Froelich
- 1921 : Le Rachat (Sappho)
- 1921 : Danton
- 1922 : Othello
- 1922 : Pierre le Grand
- 1923 : La Cible vivante  (Karusellen)
- 1924 : Lily of the Dust
- 1926 : Amour de Prince (The Midnight Sun)
- 1926 : Valencia
- 1926 : The Crown of Lies
- 1931 : Le Réquisitoire
- 1931 : Magie moderne